# Márcio Marciano
Œuvres principales
- Companhia do Latão 7 Peças  - Cosac Naify, 2008.

Répertoire
À São Paulo : Ensaio sobre o Latão, O Nome do Sujeito, A Comédia do Trabalho, Auto dos Bons Tratos, O Mercado do Gozo, Equívocos Colecionados et Visões Siamesas ; à João Pessoa : Quebra-Quilos et Milagre Brasileiro.
Márcio Luiz Marciano (São Paulo, 1962) est un metteur en scène, auteur et critique de théâtre brésilien.

## Biographie
À l’issue de sa formation en arts de la scène à l’École de communications et d’arts de l’université de São Paulo (ECA/USP), Márcio Luiz Marciano cofonda avec Sérgio de Carvalho la troupe de théâtre Companhia do Latão, basée à São Paulo, et écrivit en collaboration avec le même Sérgio de Carvalho Ensaio sobre o Latão (litt. Essai sur le laiton), O Nome do Sujeito (le Nom du sujet), A Comédia do Trabalho (la Comédie du travail), Auto dos Bons Tratos (Procès-verbal de bons traitements), O Mercado do Gozo (le Marché de la jouissance), Equívocos Colecionados (Méprises collectionnées) et Visões Siamesas (Visions siamoises). Il se lança d’autre part dans des expérimentations scéniques telles que A Ideologia Alemã (l’Idéologie allemande) et Valor de Troca (Valeur d’échange), adapté ensuite pour la télévision, à TV Cultura. 
En août 2008, il fit paraître, chez la (défunte) maison d’édition Cosac Naify, Companhia do Latão 7 Peças, contenant des textes rédigés au cours des dix années précédentes pour le compte de la Companhia do Latão. Par ailleurs, il travailla en tant que critique pour la revue Bravo! ; fut éditeur, puis collaborateur de la revue Vintém, publication de la Companhia do Latão ; contribua à la revue Moringa Teatro e Dança (du département de théâtre de l’UFPB) ; et édita la publication Volante Lapada. 
En 2007, Márcio Marciano intervint comme critique lors de la IIe Mostra Latino-Americana de Teatro de Grupo, organisée par la Cooperativa Paulista de Teatro. Résidant depuis début 2006 à João Pessoa, capitale de la Paraíba, dans le Nordeste, il y créa le Coletivo de Teatro Alfenim, pour lequel il écrivit et mit en scène Quebra-Quilos (autour de la révolte de Quebra-Quilos de 1874) et Milagre Brasileiro. C’est aussi en qualité de critique de théâtre qu’il assista à Zona de Transição, festival international de théâtre et de danse, qui se tint à l’initiative du Theatro José de Alencar à Fortaleza en 2009.

## Source
- Biographie succincte sur le site Teatropedia.